# Сант'Ана (Ена)
Сант'Ана је насеље у Италији у округу Ена, региону Сицилија.
Према процени из 2011. у насељу је живело 36 становника. Насеље се налази на надморској висини од 593 м.